# 天津人民出版社
天津人民出版社（てんしんじんみんしゅっぱんしゃ）は中華人民共和国の出版社。
知識書店（1950年再設立）、天津通俗出版社（1952年創立）から発展し、1956年に天津通俗出版社は、名称を天津人民出版社に正式に変更した。

## 受賞図書
- 五個一工程優秀図書 - 『第二次世界大戦通鑑』等4タイトル
- 国家図書賞 - 『現代公司与企業改革』等2タイトル
- 中国図書賞 - 『中国文学大辞典』、『中国国家利益分析』、『晚清上海社会的変遷』等

## 雑誌
- 『八小時以外』
- 『汽車生活』

## 従業員数
現在、90名ほどの従業員が働いている。

### 役員
- 社長：劉暁津（Liu Xiaojin）
- 書記：趙国強（Zhao Guoqiang）
- 総編集：陳益民（Chen Yimin）
- 副総編集：王華（Wang Hua）

## 参考資料
1. ↑  “アーカイブされたコピー”. 2009年4月26日時点のオリジナルよりアーカイブ。2009年6月11日閲覧。